# سارفيس لابتوب إس إي
سيرفس لابتوب إس إي (بالإنجليزية: Surface Laptop SE)‏ هو كمبيوتر محمول تَمَّ تصنيعه بواسطة مايكروسوفت. كُـشف عنهُ في نوفمبر 2021، وهو نموذج بدائي في سلسلة سيرفس لابتوب [الإنجليزية] وجهتهُ حصريًا في لغرض التعليم. أرادت مايكروسوفت إطلاقهُ أوائل عام 2022 في الولايات المتحدة والمملكة المتحدة وكندا واليابان.

## المُواصفات
مُعالجهُ إنتل سيليريون إن 4120 مع ذاكرة تخزين عشوائي بسرعة 8 جيجابايت، بذاكرة دي دي آر 4 إس دي رام والشاشة أيضًا بدقة 1366 × 768، حيث يبلغ وزنه 2.45 رُطلًا فقط (خفيف حجميًّا) وتوجد كاميرا أماميَّة توفر دعمًا بدقة 720 بكسل، ومقبس سماعة رأس مقاس 3.5 مم.
أطلقتهُ الشركة في أوائل عام 2022 في الولايات المتحدة والمملكة المتحدة وكندا واليابان. يبلغ سعر الطراز الأساسي المزود بذاكرة وصول عشوائي ذات السعة 4 جيجابايت وذاكرة تخزين بسعة 64 جيجابايت 249 دولارًا أمريكيًّا، مع 8 جيجابايت من ذاكرة الوصول العشوائي و 128 جيجابايت من سعة التخزين بسعر 329 دولارًا أمريكيًّا.